# Uniwersytet Techniczny w Koszycach
Uniwersytet Techniczny w Koszycach (słow. Technická univerzita v Košiciach, ang. Technical University of Košice; skrótowiec: TUKE) – druga co do wielkości uczelnia techniczna Słowacji. Jej rektorem jest Anton Čižmár.

## Wydziały
- Wydział Budownictwa
- Wydział Ekonomiczny
- Wydział Elektrotechniki i Informatyki
- Wydział Lotnictwa
- Wydział Mechaniczny
- Wydział Metalurgii
- Wydział Sztuk
- Wydział Technologii Produkcji